# Seznam koncentracijskih taborišč v Tretjem rajhu
V tej tabeli so našteta koncentracijska, mladinska, uničevalna, prehodna in ostala taborišča iz časa nacionalsocializma. 
| Ime taborišča                         | Današnja država | Današnja dežela/mesto              | Tip paborišča                                                            | Delovanje                               |
| ------------------------------------- | --------------- | ---------------------------------- | ------------------------------------------------------------------------ | --------------------------------------- |
| Emslandlager                          | Nemčija         | Emsland, Spodnja Saška             | do 1936 KT potem zaporniško taborišče                                    | 1933 – 1945                             |
| Breitenau                             | Nemčija         | Guxhagen, Hessen                   | najprej KT potem »delovno-vzgojno taborišče«                             | junij 1933 – Marec 1934 oz. 1940 – 1945 |
| Columbia-Haus (Berlin-Tempelhof)      | Nemčija         |                                    | zaporniško taborišče                                                     | – 5. december 1936                      |
| Lichtenburg                           | Nemčija         | Prettin, Saška - Anhalt            | moško, potem žensko KT                                                   | junij 1933 – 15. maj 1939               |
| Oranienburg                           | Nemčija         |                                    | zbirno taborišče                                                         | marec 1933 – julij 1934                 |
| Osthofen                              | Nemčija         |                                    | zbirno taborišče                                                         | mrec 1933 – julij 1934                  |
| Sachsenburg                           | Nemčija         |                                    | koncentracijsko taborišče                                                | junij 1933 – julij 1937                 |
| Bad Sulza poznano tudi kot Sonnenburg | Nemčija         |                                    | koncentracijsko taborišče                                                | julij 1933 – julij 1937                 |
| Arbeitsdorf                           | Nemčija         |                                    | koncentracijsko taborišče                                                | april 1942 – oktober 1942               |
| Bergen-Belsen                         | Nemčija         |                                    | koncentracijsko taborišče                                                | april 1943 – april 1945                 |
| Buchenwald                            | Nemčija         |                                    | koncentracijsko taborišče                                                | julij 1937 – april 1945                 |
| Dachau                                | Nemčija         |                                    | koncentracijsko taborišče                                                | marec 1933 – april 1945                 |
| Dora-Mittelbau                        | Nemčija         |                                    | koncentracijsko taborišče                                                | september 1943 – april 1945             |
| Eberswalde                            | Nemčija         |                                    | koncentracijsko taborišče, zunanje taborišče Sachsenhausena              |                                         |
| Flossenbürg                           | Nemčija         |                                    | koncentracijsko taborišče                                                | maj 1938 – april 1945                   |
| Groß-Rosen                            | Poljska         |                                    | koncentracijsko taborišče                                                | avgust 1940 – februar 1945              |
| Herzogenbusch (=Vught)                | Nizozemska      |                                    | koncentracijsko taborišče                                                | 12. januar 1943 – september 1944        |
| Hinzert                               | Nemčija         |                                    | delovno, prehodno taborišče                                              | 1. julij 1940 – marec 1945              |
| Riga-Kaiserwald                       | Latvija         |                                    | koncentracijsko taborišče                                                | marec 1943 – september 1944             |
| Landsberg/Kaufering                   | Nemčija         |                                    | koncentracijsko taborišče                                                | junij 1944 – april 1945                 |
| Kaltenkirchen                         | Nemčija         |                                    | koncentracijsko taborišče                                                | avgust 1944 – april 1945                |
| Kauen                                 | Litva           | Kaunas                             | koncentracijsko taborišče                                                |                                         |
| Moringen                              | Nemčija         |                                    | koncentracijsko taborišče za moške                                       | april 1933 – november 1933              |
| Moringen                              | Nemčija         |                                    | koncentracijsko taborišče za ženske                                      | oktober 1933 – marec 1938               |
| Natzweiler-Struthof                   | Francija        | Natzwiller, Alzacija               | koncentracijsko taborišče                                                | maj 1941 – september 1944               |
| Neuengamme                            | Nemčija         |                                    | koncentracijsko taborišče                                                | 13. december 1938 – 4. maj 1945         |
| Niederhagen (Wewelsburg)              | Nemčija         |                                    | koncentracijsko taborišče                                                | september 1941 – 1943                   |
| Plaszów                               | Poljska         |                                    | koncentracijsko taborišče                                                | december 1942 – januar 1945             |
| Ravensbrück                           | Nemčija         |                                    | koncentracijsko taborišče za ženske                                      | maj 1939 – april 1945                   |
| Sachsenhausen                         | Nemčija         |                                    | koncentracijsko taborišče                                                | julij 1936 – april 1945                 |
| Stutthof                              | Poljska         |                                    | koncentracijsko taborišče                                                | september 1939 – maj 1945               |
| Warschau                              | Poljska         |                                    | koncentracijsko taborišče                                                |                                         |
| Vaivara                               | Estonija        |                                    | koncentracijsko taborišče                                                |                                         |
| Welzheim                              | Nemčija         |                                    | koncentracijsko taborišče                                                | 1935 – april 1945                       |
| Moringen                              | Nemčija         |                                    | mladinsko taborišče za fante                                             | junij 1940 – april 1945                 |
| Uckermark                             | Nemčija         |                                    | mladinsko taborišče (deklice/mlade ženske), kasneje uničevalno taborišče | junij 1942 – april 1945                 |
| Litzmannstadt                         | Poljska         |                                    | mladinsko taborišče (poljski otroci in mladina)                          | december 1942 –                         |
| Auschwitz-Birkenau                    | Poljska         |                                    | uničevalno taborišče                                                     | april 1940 – januar 1945                |
| Belzec                                | Poljska         |                                    | uničevalno taborišče                                                     | marec 1942 – december 1942              |
| Chelmno                               | Poljska         |                                    | uničevalno taborišče                                                     | april 1944 – januar 1945                |
| Majdanek                              | Poljska         |                                    | uničevalno taborišče                                                     | julij 1941 – julij 1944                 |
| Maly Trostinez                        | Belorusija      |                                    | uničevalno taborišče                                                     | maj 1942 – julij 1944                   |
| Sobibór                               | Poljska         | Sobibór, Lublin                    | uničevalno taborišče                                                     | maj 1942 – oktober 1943                 |
| Mauthausen                            | Avstrija        | Mauthausen, Zgornja Avstrija       | koncentracijsko taborišče                                                | avgust 1938 – maj 1945                  |
| Treblinka                             | Poljska         | Treblinka, Mazovija                | uničevalno taborišče                                                     | julij 1942 – november 1943              |
| Malines                               | Belgija         |                                    | zbirno in prehodno taborišče                                             |                                         |
| Drancy                                | Francija        |                                    | zbirno in prehodno taborišče                                             |                                         |
| Nováky                                | Slovaška        |                                    | zbirno in prehodno taborišče                                             |                                         |
| Rižarna                               | Italija         | Trst, Furlanija - Julijska krajina | uničevalno in prehodno taborišče                                         | september 1943 – april 1945             |
| Sered                                 | Slovaška        |                                    | zbirno in prehodno taborišče                                             |                                         |
| Terezín                               | Češka           |                                    | zbirno in prehodno taborišče                                             | november 1941 – maj 1945                |
| Westerbork                            | Nizozemska      |                                    | zbirno in prehodno taborišče                                             | oktober 1939 – april 1945               |
| Bocen                                 | Italija         | Južna Tirolska                     | prehodno taborišče                                                       | julij 1944 – april 1945                 |
| Janówska                              | Ukrajina        |                                    | delovno taborišče                                                        | september 1941 – november 1943          |
| Langenstein Zwieberge                 | Nemčija         |                                    | zunanje taborišče Buchenwalda                                            | april 1944 – 11. april 1945             |
| Le Vernet                             | Francija        |                                    | zaporniško taborišče                                                     | 1939 – 1944                             |
| Neue Bremm                            | Nemčija         | Saarbrücken, Posarje               | gestapo taborišče                                                        | – 1945                                  |

 Creta UT  Grčija 